# 红星大奖年度飞跃奖
红星大奖「年度飞跃奖」是在红星大奖每年颁发的奖项之一。第一届年度红星大奖颁奖典礼于1994年举行。
该奖项是于2010年创立；由黃俊雄表现最突破而获得该奖项。奖项是頒發给最突破性表现的现任新传媒藝人，由新传媒受邀的一组专业评审决定入围者名单，随后由该评审团以投票方式决定该年的获奖者。
截至2016年，红星大奖举办第22届，共诞生7位藝人。陈欣淇是该奖项的最新得主。

## 統計
| 項目       | 名字   | 數據           | 備註             |
| ---------- | ------ | -------------- | ---------------- |
| 最年轻得主 | 陈欣淇 | 得奖年龄：23岁 | 得奖年份：2016年 |
| 最年长得主 | 陈泓宇 | 得奖年龄：36岁 | 得奖年份：2015年 |

## 得奖者名单
| 年份 | 艺人     |
| ---- | -------- |
| 2010 | 黃俊雄   |
| 2011 | Pornsak  |
| 2012 | 陈泂江   |
| 2013 | 陈罗密欧 |
| 2014 | 曾诗梅   |
| 2015 | 陈泓宇   |
| 2016 | 陈欣淇   |

^[I]  关于当年举行红星大奖已在页面上连接。